# Kanyakumari (Distrikt)
Der Distrikt Kanyakumari (Tamil: கன்னியாகுமரி மாவட்டம்; auch: Kanniyakumari) ist der südlichste Distrikt des indischen Bundesstaates Tamil Nadu. Er ist nach der an der Südspitze Indiens gelegenen Stadt Kanyakumari benannt. Größte Stadt und Verwaltungszentrum des Distrikts ist Nagercoil. Der Distrikt Kanyakumari hat eine Fläche von 1.684 Quadratkilometern und 1,9 Millionen Einwohner (Volkszählung 2011). Kulturell und historisch bestehen enge Verbindungen zum Nachbarbundesstaat Kerala.

## Geografie

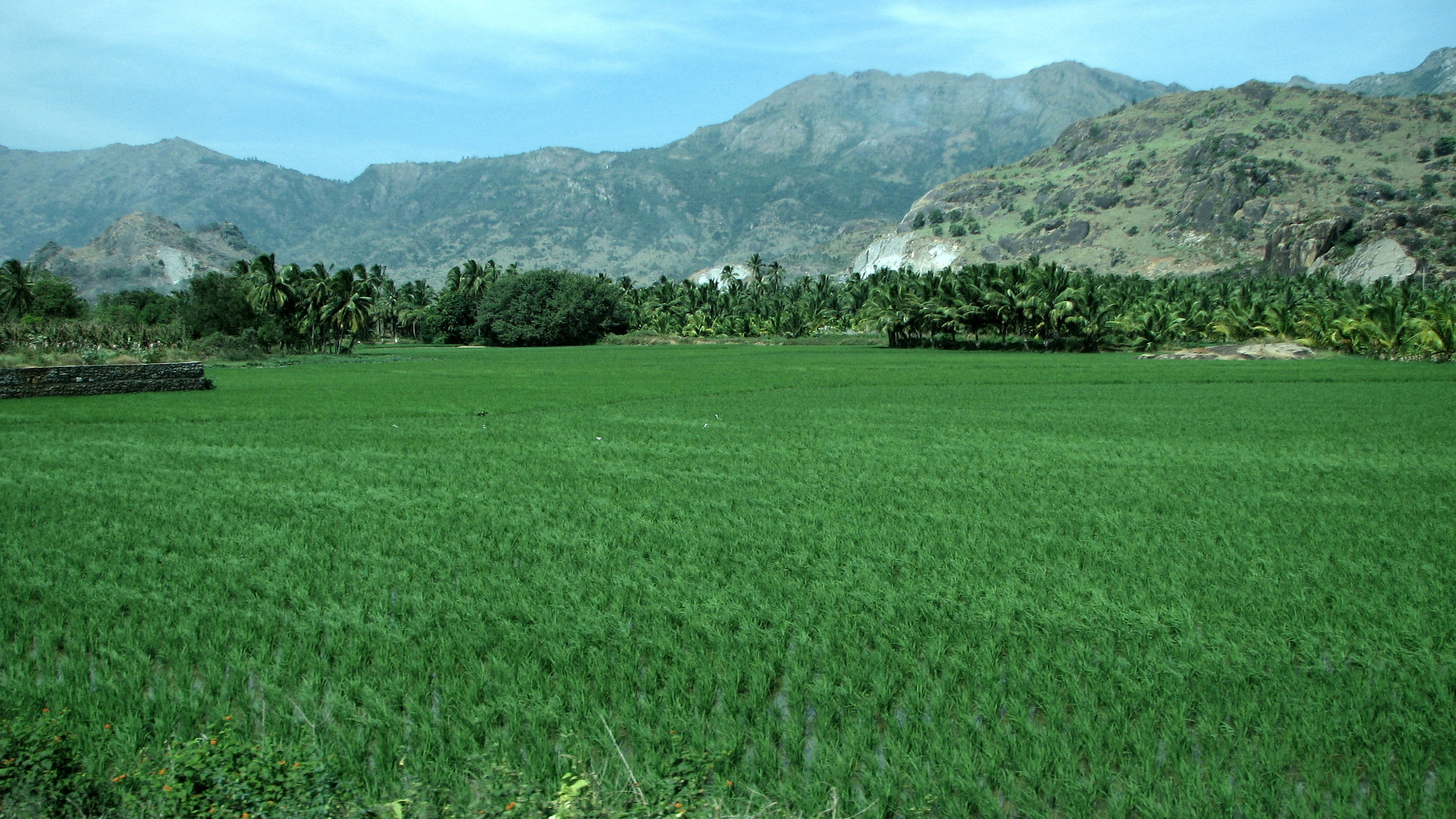
Landschaft im Distrikt Kanyakumari (im Hintergrund die Westghats)

Der Distrikt Kanyakumari liegt im südlichsten Zipfel des indischen Festlands (nur die Inselgruppe der Nikobaren liegt noch weiter südlich). Das Kap Komorin, auf 8° 4' nördlicher Breite und 77° 35' östlicher Länge gelegen, markiert die Südspitze des indischen Subkontinents. Hier treffen das Arabische Meer und der Golf von Bengalen aufeinander. Direkt am Kap Komorin liegt die Stadt Kanyakumari, die dem Distrikt dem Namen gibt. Die Distrikthauptstadt Nagercoil ist rund 20 Kilometer landeinwärts gelegen. Mit einer Fläche von 1.684 Quadratkilometern war Kanyakumari bei der Volkszählung 2011 nach dem Stadtdistrikt Chennai der zweitkleinste Distrikt Tamil Nadus.
Der Distrikt Kanyakumari grenzt im Nordosten an den Distrikt Tirunelveli und im Nordwesten an den Nachbarbundesstaat Kerala (Distrikt Thiruvananthapuram). Während ansonsten die Westghats eine natürliche Grenze zwischen den beiden Bundesstaaten bilden, ist der Küstensaum stets problemlos passierbar gewesen. Daher sind die Verbindungen nach Kerala weitaus stärker ausgeprägt als in anderen Teilen Tamil Nadus. Die Ausläufer der Westghats reichen im Distrikt Kanyakumari fast bis an das Kap Komorin heran. Die höchste Erhebung ist der 1.868 Meter hohe Agastya Malai an der Grenze zu Kerala. Die Berghänge der Westghats sind dicht bewaldet. Nach dem Waldbericht 2021 des indischen Umweltministeriums waren 59,6 Prozent der Distriktfläche mit Wald bedeckt, davon 136 km² mit „sehr dichtem Wald“. Nur der Distrikt Nilgiris hatte in Tamil Nadu einen noch höheren Waldanteil. Der Begriff „Wald“ wird in dieser Erhebung allerdings sehr weit gefasst – auch Baumplantagen werden mitgezählt.
Im Distrikt Kanyakumari herrscht ein wechselfeuchtes Tropenklima vor. Die Jahresmitteltemperatur in Nagercoil beträgt 27,6 °C, das Jahresmittel des Niederschlages liegt bei 1045 mm. Die Niederschlagsverhältnisse werden maßgeblich vom Monsun geprägt. Durch die Lage im Übergangsbereich zwischen den Klimazonen der West- und Ostküste empfängt der Distrikt Kanyakumari sowohl während des Südwestmonsuns im Juni und Juli als auch während des Nordostmonsuns zwischen Oktober und Dezember Regenfälle.

## Geschichte

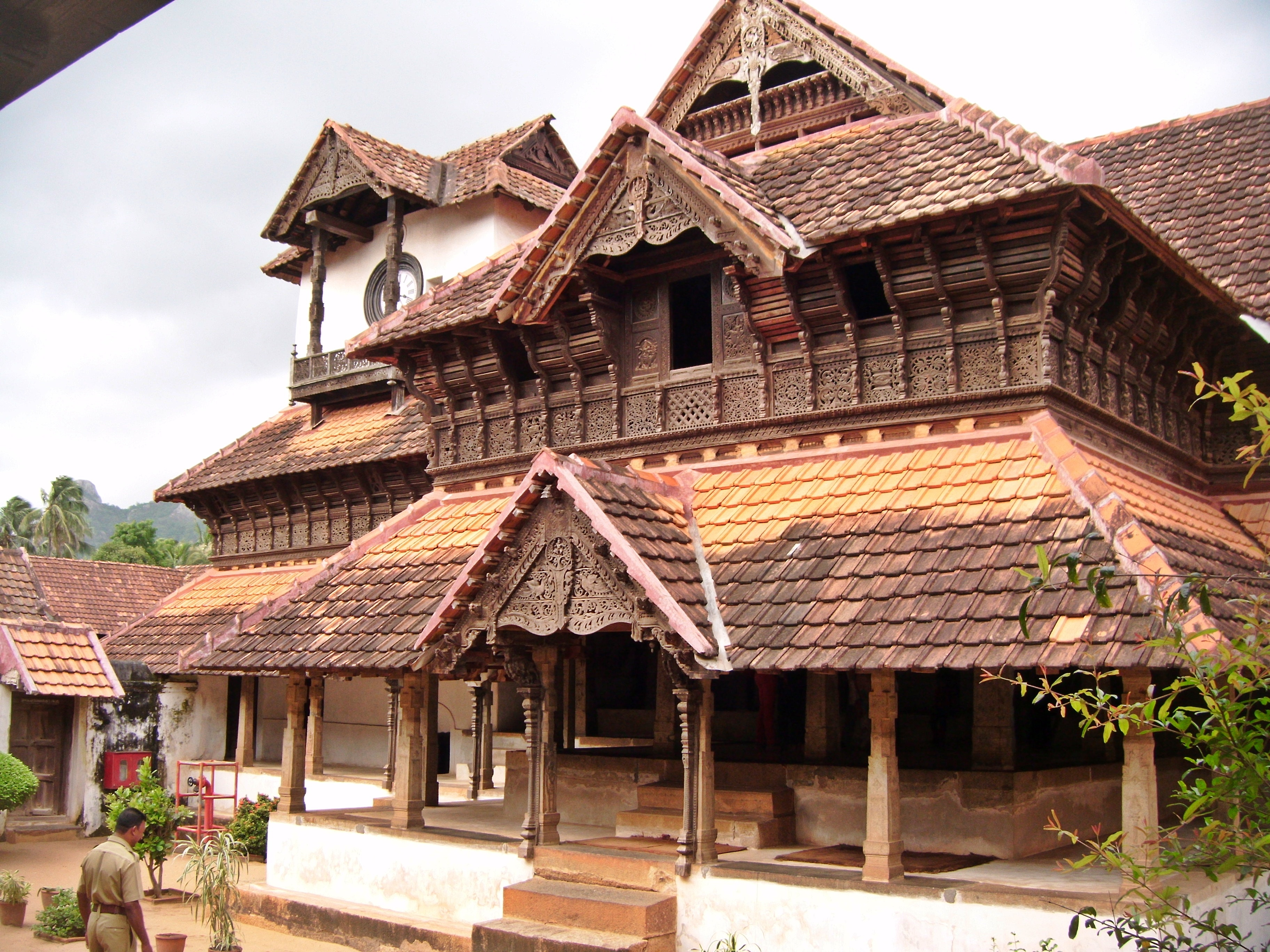
Der Palast von Padmanabhapuram, von 1550 bis 1750 Residenz der Herrscher von Travancore

Der Distrikt Kanyakumari ist das historische Kernland des Herrscherhauses von Travancore, welches bis Mitte des 20. Jahrhunderts den südlichen Teil des heutigen Kerala beherrschte. Ursprünglich stammt diese Dynastie aus dem kleinen Ort Tiruvithancode im heutigen Distrikt Kanyakumari (der Name Travancore ist eine Verballhornung von Tiruvithancode). Ab 1550 war das nahegelegene Padmanabhapuram die Hauptstadt Travancores. Nachdem sich ab dem frühen 16. Jahrhundert zunächst die Portugiesen an der Südwestküste Indiens festgesetzt hatten, verstärkte sich im 17. Jahrhundert der niederländische Einfluss. Dem Raja Marthanda Varma gelang es aber, die Niederländer 1741 in der Schlacht von Colachel im heutigen Distrikt Kanyakumari zu besiegen. Im Jahr 1750 verlegten die Rajas von Travancore ihre Residenz nach Thiruvananthapuram (Trivandrum), heute die Hauptstadt des Bundesstaates Kerala. Während der britischen Kolonialzeit war Travancore ein nominell unabhängiger Fürstenstaat unter britischer Oberhoheit.
Als sich die Unabhängigkeit Indiens von der britischen Kolonialherrschaft näherte formulierte der Travancore State Congress, die in Travancore dominierende politische Partei, 1945 eine Resolution, in der die Vereinigung mit dem benachbarten Staat Cochin und die Bildung eines Malayalam-sprachigen Staates „Kerala“ gefordert wurde. In Reaktion darauf formierte sich am 30. Juni 1946 der All Travancore Tamil Congress, der die Vereinigung der südlichen Tamil-sprachigen Gebiete Travancores mit dem benachbarten Madras anstrebte. Nach der indischen Unabhängigkeit vereinigte sich Travancore 1949 mit dem Fürstenstaat Cochin zur Föderation Travancore-Cochin und vollzog den Anschluss an Indien. Bei der Wahl zum Parlament Travancore-Cochins 1954 gewann der All Travancore Tamil Congress alle Wahlkreise im Gebiet Kanyakumaris. Die Agitation für den Anschluss Kanyakumaris an Madras war letztlich erfolgreich und fand 1956 im States Reorganisation Act ihre Umsetzung. Der südlichste Teil Travancores (die Taluks Thovalai, Agastheeswaram, Kalkulam, Vilavancode und Shencottah), in dem überwiegend Tamil gesprochen wurde, kam zum Bundesstaat Madras (1969 umbenannt in Tamil Nadu), wo aus den erstgenannten vier Taluks der neue Distrikt Kanyakumari gebildet wurde. Der verbliebene, größere Teil Travancore-Cochins ging im neu gebildeten Bundesstaat Kerala auf, in dem die Hauptsprache Malayalam war.

## Bevölkerung

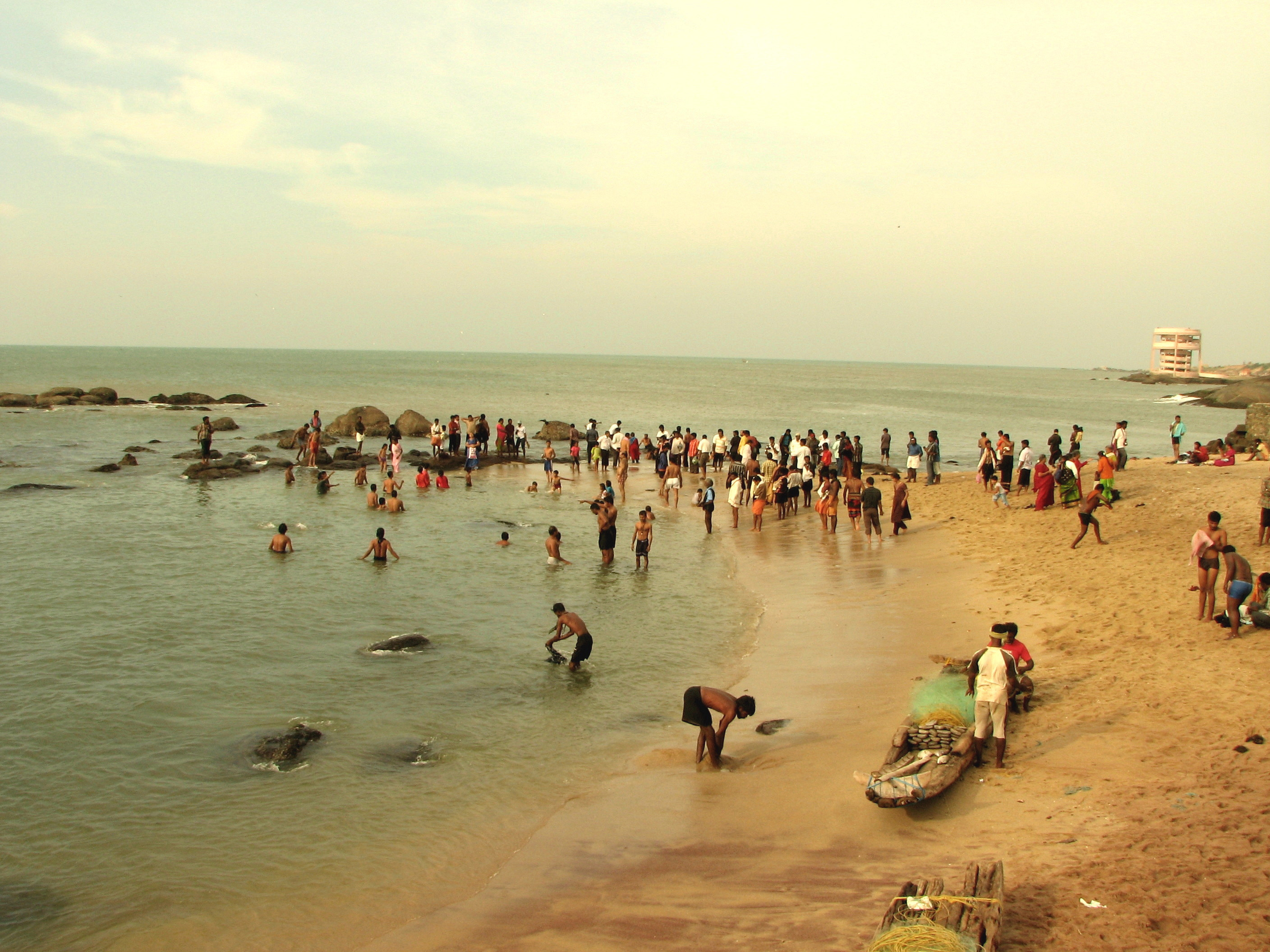
Menschen beim Bad im Meer in Kanyakumari

Bei der indischen Volkszählung 2011 hatte der Distrikt Kanyakumari 1.870.374 Einwohner. Der Distrikt ist sehr dicht besiedelt. Die Bevölkerungsdichte war 2011 mit 1.111 Einwohnern pro Quadratkilometer doppelt so hoch wie der Durchschnitt Tamil Nadus (555 Einwohner pro Quadratkilometer) und wurde unter den Distrikten des Bundesstaates nur vom Stadtdistrikt Chennai übertroffen. Die Siedlungsstruktur im Distrikt Kanyakumari unterscheidet sich vom Rest Tamil Nadus und ähnelt der im benachbarten Kerala. Statt klar abgegrenzten Dörfern herrschen Streusiedlungen vor. In den Volkszählungsstatistiken werden diese Gebiete aufgrund bestimmter Kriterien als städtische Gebiete klassifiziert (vgl. Zensusstadt). Daher erklärt sich der hohe Urbanisierungsgrad des Distrikts Kanyakumari, der 2011 mit 82 Prozent weit über dem Durchschnitt Tamil Nadus (48 Prozent) lag und wiederum nur von Stadtdistrikt Chennai übertroffen wurde. 4 Prozent der Einwohner des Distrikts waren Angehörige registrierter niederer Kasten (Scheduled Castes). Die Alphabetisierungsquote war mit 92 Prozent die höchste aller Distrikte Tamil Nadus und lag deutlich über dem Durchschnitt des Bundesstaates (80 Prozent).
Die religiöse Zusammensetzung der Bevölkerung des Distrikts unterscheidet sich vom Rest Tamil Nadus. Die ansonsten dominierenden Hindus stellten nach der Volkszählung 2011 mit 49 Prozent nur die relative Mehrheit. Fast genauso hoch war der Bevölkerungsanteil der Christen, die 47 Prozent der Distriktbevölkerung ausmachen. Daneben gab es eine kleinere Minderheit von Muslimen (4 Prozent). Der hohe christliche Bevölkerungsanteil erklärt sich durch die Konversion der Fischerkaste der Paravar durch den spanischen jesuitischen Missionar Franz Xaver im 16. Jahrhundert.
Die Hauptsprache im Distrikt Kanyakumari ist wie in ganz Tamil Nadu das Tamil. Nach der Volkszählung 2001 wurde es von 94 Prozent der Einwohner des Distrikts als Muttersprache gesprochen. 6 Prozent sprachen Malayalam, die Sprache des benachbarten Bundesstaates Kerala.

## Wirtschaft und Infrastruktur

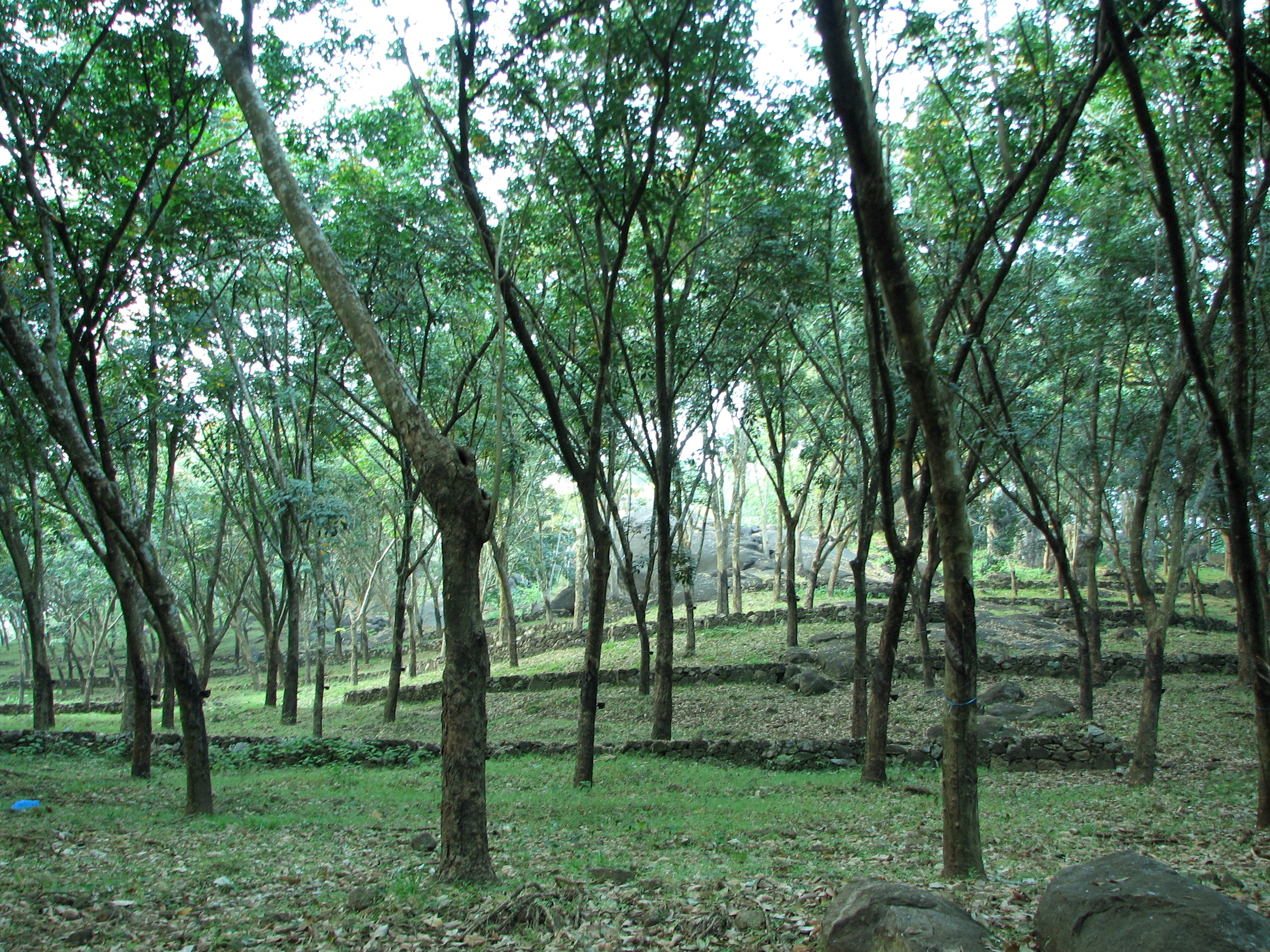
Kautschukplantage im Distrikt Kanyakumari

Der klimatisch begünstigte Distrikt Kanyakumari bietet hervorragende Voraussetzungen für die Landwirtschaft. Angebaut werden von allem Reis, Kokospalmen und Tapioka, in den Bergen zudem Kautschukbäume. Ferner spielt die Fischerei traditionell eine wichtige Rolle als Wirtschaftsfaktor.
Kanyakumari ist der Startpunkt zweier wichtiger Fernstraßen: Des National Highway 7, mit 2.369 Kilometern der längsten Fernstraße Indiens, die ins nordindische Varanasi führt und des National Highway 47, der parallel zur Küste durch das südliche Kerala führt, dann nach Osten schwenkt und in Salem endet. Der Bahnhof von Nagercoil ist ein wichtiger Eisenbahnknotenpunkt, von dem aus zahlreiche Verbindungen sowohl nach Kerala als nach Tamil Nadu bestehen. Eine kleinere Nebenstrecke führt von Nagercoil nach Kanyakumari. Der nächste Flughafen befindet sich in Thiruvananthapuram.

## Kultur und Sehenswürdigkeiten

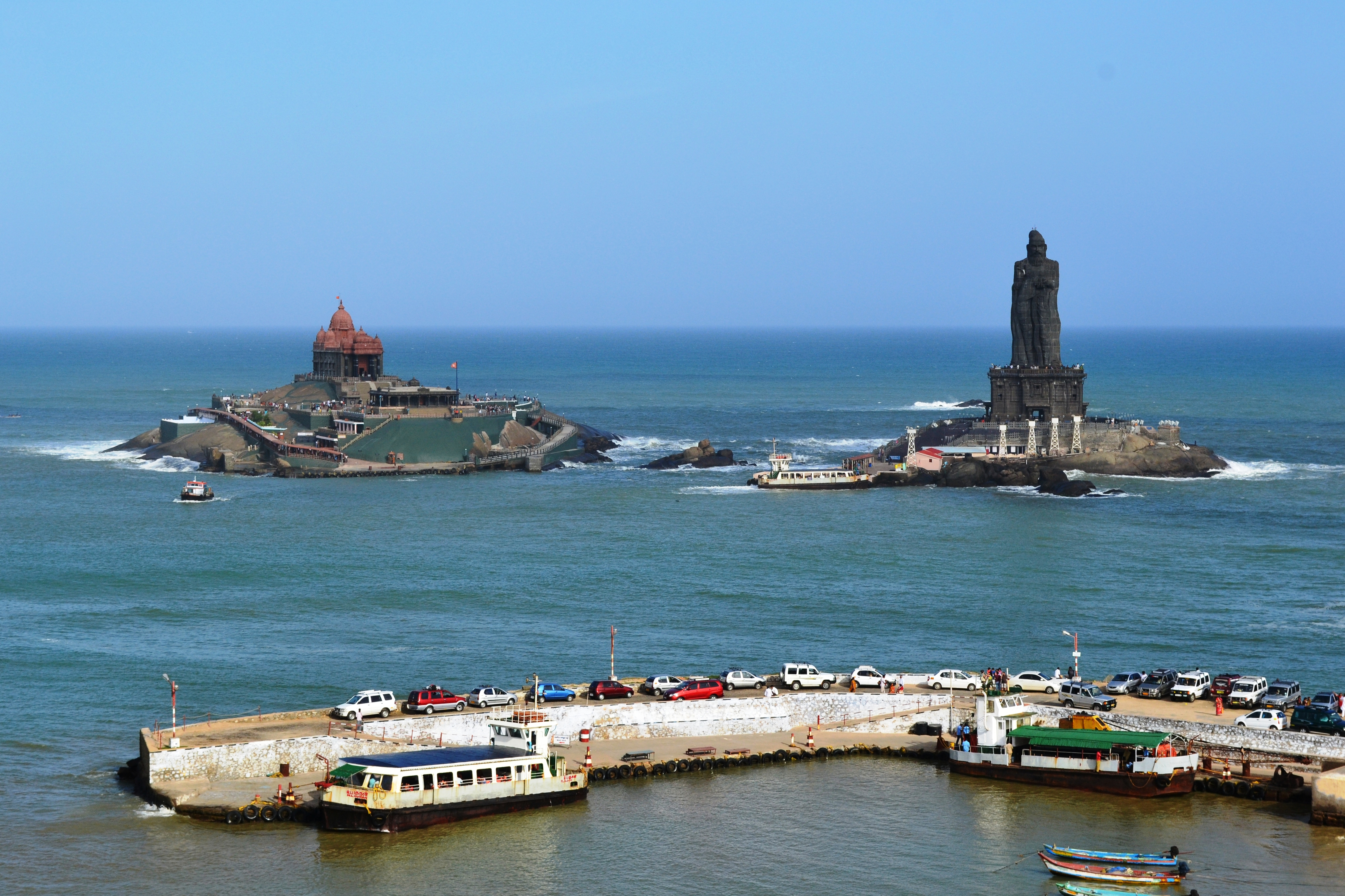
Die Vivekananda- und Tiruvalluvar-Denkmäler vor Kanyakumari

Hauptsehenswürdigkeit des Distrikts ist das am Kap Komorin, der Südspitze des indischen Subkontinents, gelegene Kanyakumari. Durch seine Lage ist Kanyakumari ein bedeutendes hinduistisches Pilgerziel. Vor der Küste befinden sich auf zwei kleinen Felsen das Vivekananda-Felsendenkmal und die Tiruvalluvar-Statue, eine Kolossalstatue des tamilischen Dichters Tiruvalluvar.
Kulturell bestehen im Distrikt Kanyakumari viele Gemeinsamkeiten zum benachbarten Kerala. So sind viele Bauwerke im keralesischen Baustil errichtet, der sich durch steile Dächer und die Verwendung von Holz als Baumaterial auszeichnet. Eines der hervorragendsten Beispiele für diese Architektur ist der Palast von Padmanabhapuram, in dem die Herrscher von Travancore zwischen 1550 und 1750 residierten. Im benachbarten Tiruvithancode befindet sich eine Kirche, die der lokalen Überlieferung nach vom Apostel Thomas gegründet worden sein soll.
Weitere Sehenswürdigkeiten im Distrikt Kanyakumari sind die auf das Jahr 1600 zurückgehende St.-Xaver-Kirche in Nagercoil, die Forts von Vattakottai und Udayagiri, die historischen Jaina-Monumente von Chitharal aus dem 9. bis 11. Jahrhundert, die Wasserfälle von Olakaruvi und Tiruparrapu, der Aquädukt von Mathur sowie das Pechiparai-Reservoir.

## Verwaltungsgliederung
Der Distrikt Kanyakumari war 2011 in vier Taluks (Subdistrikte) gegliedert:
| Taluk           | Hauptort        | Einwohner (2011) |
| --------------- | --------------- | ---------------- |
| Agastheeswawram | Nagercoil       | 552.175          |
| Kalkulam        | Padmanabhapuram | 606.706          |
| Thovala         | Boothapandi     | 120.926          |
| Vilavancode     | Kuzhitturai     | 590.567          |

## Städte
Im Distrikt Kanyakumari gibt es vier Städte mit eigener Stadtverwaltung (Municipalities), 56 nach dem Panchayat-System verwaltete Kleinstädte (Town Panchayats) und 36 Zensusstädte (Census Towns). Angegeben ist die Einwohnerzahl nach der Volkszählung 2011.
Municipalities
- Colachel (23.227)
- Kuzhithurai (21.307)
- Nagercoil (224.849)
- Padmanabhapuram (21.342)

Town Panchayats
- Agastheeswaram (9.717)
- Alagappapuram (9.626)
- Alur (15.063)
- Anjugrammam (10.982)
- Aralvaimozhi (22.846)
- Arumanai (16.283)
- Asaripallam (16.822)
- Athur (11.910)
- Azhagiapandiapuram (11.392)
- Boothapandi (15.931)
- Edaicode (25.378)
- Eraniel (10.375)
- Ezhudesam (24.657)
- Ganapathipuram (14.598)
- Kadayal (21.665)
- Kaliyakkavilai (15.625)
- Kallukuttam (19.093)
- Kanyakumari (22.453)
- Kappiyarai (15.998)
- Karungal (16.691)
- Keezhkulam (17.327)
- Killiyoor (20.938)
- Kollancode (38.385)
- Kothanallur (17.662)
- Kottaram (11.055)
- Kulasekaram (17.267)
- Kumarapuram (14.728)
- Manavalakurichi (10.969)
- Mandaikadu (13.317)
- Marungur (11.236)
- Mulagumudu (19.538)
- Mylaudy (10.070)
- Nalloor (17.989)
- Neyyoor (12.917)
- Pacode (24.050)
- Palappallam (18.589)
- Palugal (18.276)
- Ponmanai (15.554)
- Puthalam (13.073)
- Puthukkadai (9.909)
- Reethapuram (21.177)
- Suchindrum (13.193)
- Thazhakudy (8.992)
- Thengampudur (14.538)
- Thenthamaraikulam (11.872)
- Therur (7.615)
- Thingalnagar (13.567)
- Thirparappu (22.401)
- Tiruvattar (18.985)
- Tiruvithancode (18.723)
- Unnamalaikadai (23.656)
- Valvaithankoshtam (16.965)
- Vellimalai (13.182)
- Verkilambi (19.730)
- Vilavur (14.320)
- Villukuri (15.304)

Zensusstädte
- Adaikkakuzhi (8.888)
- Athivilai (7.401)
- Ayacode (8.874)
- Chenbagaramanputhur (5.028)
- Choozhal (6.807)
- Dharamapuram (17.476)
- Gandhipuram (6.106)
- Kannanoor (7.747)
- Kattathurai (17.271)
- Kattimancode (8.541)
- Kulappuram (7.677)
- Malayadi (7.812)
- Manakudi (4.083)
- Mancad (4.889)
- Manjalumoodu (6.840)
- Maruthancode (8.277)
- Mathicode (6.532)
- Methukummal (19.417)
- Midalam (8.625)
- Muzhucode (8.000)
- Nadaikavu (8.727)
- Nattalam (7.674)
- Nullivilai (16.138)
- Painkulam (23.630)
- Pallanthurai (5.386)
- Paloor (6.818)
- Peruvilai (6.090)
- Puliyoorsalai (6.361)
- Putheri (5.576)
- Thadikarankonam (6.241)
- Thikkanamcode (14.086)
- Vanniyoor (4.319)
- Vavarai (8.362)
- Vellamcode (12.715)
- Vilathurai (19.758)
- Vilavancode (6.731)